# Bettina Freimund-Holler
Bettina Freimund-Holler, geboren als Bettina Freimund (* 1959) ist eine deutsche Juristin, Richterin und Gerichtspräsidentin.

## Beruflicher Werdegang
Nach dem erfolgreichen Abschluss des Studiums der Rechtswissenschaft und der Zweiten Juristischen Staatsprüfung promovierte Bettina Freimund-Holler. 1991 war sie Sprecherin im Mainzer Justizministerium.
1994 wurde sie Vorsitzende Richterin am Verwaltungsgericht Mainz, später dort Vizepräsidentin und 2005 schließlich Präsidentin.
1997 schlug der Ältestenrat des Landtags Bettina Freimund-Holler dem Landtag zur Wahl für einen Sitz als Mitglied des Verfassungsgerichtshofs Rheinland-Pfalz vor. Als das Ende ihrer sechsjährigen Amtszeit nahte, schlug der Ältestenrat des Landtags die Juristin zur Wiederwahl vor. Sie gehörte dem Gericht 12 Jahre lang an.

## Positionen
In ihrer empirischen Untersuchung Vollzugslockerungen - Ausfluß des Resozialisierungsgedankens? „Begünstigende“ Vollzugsmaßnahmen im Lichte des Vollzugsziels der Resozialisierung - eine Studie zur Verteilung von Lockerungen im weiteren Sinne in vier verschiedenen Anstalten anhand zweier Vergleichsgruppen. von 1991 sprach sich die Juristin für eine Liberalisierung des Strafvollzugs aus.

## Ämter und Mitgliedschaften
- 2004 Sprecherin des Bundes Deutscher Verwaltungsrichter (BDVR)[5]
- 2008 Vorsitzende des Exmatrikulationsausschusses der Universität Mainz[6]
- 2009 Kommunalwahl: Kandidatin für den Ortsbeirat Mainz-Laubenheim[7]
- Vorsitzende des Berufsgerichtes der Architekten[8]

## Verfahren
2014 wollte sich der Arbeitgeberverband Pflege in das Gründungsgremium der geplanten Pflegekammer von Rheinland-Pfalz einklagen. Die zuständige Kammer des Verwaltungsgerichts unter Vorsitz von Bettina Freimund-Holler entschied, der Verband habe kein Recht auf eine Teilhabe.
2017 war Bettina Freimund-Holler als Vorsitzende Richterin mit der Klage des Journalisten Varujan Hanamirian befasst, mit der dieser eine Wiederholung der Wahl des ZDF-Intendanten Thomas Bellut erreichen wollte. Der Journalist hatte geklagt, weil er nicht zur Abstimmung im Herbst 2015 zugelassen worden war. Die Klage wurde abgewiesen.
Im selben Jahr wies die Richterin die Klage des Landesbeamten Harald Ehses gegen das Land Rheinland-Pfalz wegen mutmaßlicher Unterbeschäftigung ab.
2025 urteilte die 4. Kammer des Verwaltungsgerichts Mainz, der Bettina Freimund-Holler angehört, dass ein Wahlspot der Partei zu senden sei, auch wenn dieser „sicherlich grenzwertig und geschmacklos sei“.

## Privatleben
Die Juristin ist mit dem Rechtsanwalt für Bankrecht Rainer Holler verheiratet und hat einen Sohn. Sie lebt in Mainz.

## Publikationen (Auswahl)

### Monographien
- Bettina Freimund: Vollzugslockerungen - Ausfluß des Resozialisierungsgedankens? "Begünstigende" Vollzugsmaßnahmen im Lichte des Vollzugsziels der Resozialisierung - eine Studie zur Verteilung von Lockerungen im weiteren Sinne in vier verschiedenen Anstalten anhand zweier Vergleichsgruppen. Europäische Hochschulschriften Recht. Reihe 2: Rechtswissenschaft / Series 2: Law / Série 2: Droit Band 982. Peter Lang Verlag, Frankfurt 1990, ISBN 978-3-631-42988-4

### Aufsätze
- Qualitätsoffensive der rheinland-pfälzischen Verwaltungsgerichtsbarkeit. In: Der Präsident des Verfassungsgerichtshofs und des Oberverwaltungsgerichts Rheinland-Pfalz (Hrsg.): 60 Jahre Rheinland-PfalzVerfassungs- und Verwaltungsgerichtsbarkeit heute. Koblenz 2007, S. 47–50